# Persone di nome Agustín
| Questa pagina contiene informazioni ricavate automaticamente dalle voci biografiche con l'ausilio del template Bio e di un bot. L'aggiornamento è periodico e automatico e ricostruisce completamente la pagina. Se manca una persona in questa lista, sei pregato di non aggiungerla, ma accertati piuttosto che la sua voce biografica contenga il template Bio e che i dati anagrafici siano correttamente compilati. Se il template Bio manca, inseriscilo tu stesso o, in alternativa, metti l'avviso {{tmp\|Bio}} che ne segnala la mancanza. Se i dati riportati sono sbagliati, correggi direttamente la voce biografica; le modifiche saranno visibili in questa lista entro pochi giorni. Per chiarimenti vedi il progetto antroponimi. La lista contiene solo le 151 persone che sono citate nell'enciclopedia e per le quali è stato implementato correttamente il template Bio. Pagina aggiornata al 22 lug 2025. |

Questa è una lista di persone presenti nell'enciclopedia che hanno il nome Agustín, suddivise per attività principale.

## Allenatori di calcio(2)
- Agustín Cejas, allenatore di calcio e calciatore argentino (Buenos Aires, n. 1945 - Buenos Aires, † 2015)
- Agustín Julio, allenatore di calcio e ex calciatore colombiano (Cartagena de Indias, n. 1974)

## Allenatori di tennis(1)
- Agustín Moreno, allenatore di tennis e ex tennista messicano (Guadalajara, n. 1967)

## Arcivescovi cattolici(1)
- Agustín Roberto Radrizzani, arcivescovo cattolico argentino (Avellaneda, n. 1944 - Junín, † 2020)

## Attori(2)
- Agustín Della Corte, attore, modello e rugbista a 15 uruguaiano (Paysandú, n. 1997)
- Agustín González, attore spagnolo (Madrid, n. 1930 - Madrid, † 2005)

## Cantanti(1)
- Agustín Casanova, cantante e attore uruguaiano (Montevideo, n. 1993)

## Cantautori(2)
- Agustín Barboza, cantautore, chitarrista e compositore paraguaiano (Asunción, n. 1913 - Asunción, † 1974)
- Agustín Magaldi, cantautore argentino (Casilda, n. 1898 - Buenos Aires, † 1938)

## Cardinali(2)
- Agustín García-Gasco Vicente, cardinale e arcivescovo cattolico spagnolo (Corral de Almaguer, n. 1931 - Roma, † 2011)
- Agustín Parrado y García, cardinale e arcivescovo cattolico spagnolo (Fuensaldaña, n. 1872 - Granada, † 1946)

## Cestisti(4)
- Agustín Bertomeu, ex cestista spagnolo (Barcellona, n. 1939)
- Agustín Cáffaro, cestista argentino (Piamonte, n. 1995)
- Agustín García Arreola, cestista e allenatore di pallacanestro messicano (Kansas City, n. 1915 - San Luis Potosí, † 1992)
- Agustín Ubal, cestista uruguaiano (Montevideo, n. 2003)

## Chitarristi(2)
- Agustín Barrios, chitarrista e compositore paraguaiano (San Juan Bautista de las Misiones, n. 1885 - San Salvador, † 1944)
- Sabicas, chitarrista spagnolo (Pamplona, n. 1912 - New York, † 1990)

## Ciclisti su strada(1)
- Agustín Tamames, ciclista su strada spagnolo (Monterrubio de Armuña, n. 1944)

## Compositori(1)
- Agustín Lara, compositore e cantante messicano (Tlacotalpan, n. 1900 - Città del Messico, † 1970)

## Drammaturghi(1)
- Agustín Moreto, drammaturgo e religioso spagnolo (Madrid, n. 1618 - Toledo, † 1669)

## Economisti(1)
- Agustín Cotorruelo, economista, politico e dirigente sportivo spagnolo (Plentzia, n. 1925 - Madrid, † 1989)

## Filologi(1)
- Agustín García Calvo, filologo, scrittore e linguista spagnolo (Zamora, n. 1926 - Zamora, † 2012)

## Generali(1)
- Agustín Gómez Morato, generale spagnolo (Valencia, n. 1879 - Valencia, † 1952)

## Giornalisti(1)
- Agustín Edwards Eastman, giornalista e editore cileno (Parigi, n. 1927 - Graneros, † 2017)

## Hockeisti su prato(1)
- Agustín Mazzilli, hockeista su prato argentino (Lomas de Zamora, n. 1989)

## Imprenditori(1)
- Agustín Edwards Mac-Clure, imprenditore, politico e diplomatico cileno (Santiago del Cile, n. 1878 - Santiago del Cile, † 1941)

## Matematici(1)
- Agustín Rayo, matematico e filosofo messicano (Città del Messico, n. 1973)

## Militari(2)
- Agustín de Jáuregui, militare e politico spagnolo (Lecároz, n. 1711 - Lima, † 1784)
- Arturo Prat, ufficiale cileno (Ninhue, n. 1848 - Iquique, † 1879)

## Nobili(2)
- Agustín de Iturbide y Green, nobile e politico messicano (Città del Messico, n. 1863 - Washington, † 1925)
- Agustín Muñoz, nobile spagnolo (Madrid, n. 1837 - Rueil-Malmaison, † 1855)

## Pallavolisti(1)
- Agustín Loser, pallavolista argentino (General Alvear, n. 1997)

## Pittori(1)
- Agustín Esteve, pittore e incisore spagnolo (Valencia, n. 1753 - Valencia)

## Politici(9)
- Agustín de Ahumada y Villalón, politico e militare spagnolo (Ronda - Città del Messico, † 1760)
- Agustín Argüelles, politico e diplomatico spagnolo (Ribadesella, n. 1776 - Madrid, † 1844)
- Agustín Eyzaguirre, politico e patriota cileno (Santiago del Cile, n. 1768 - Santiago del Cile, † 1837)
- Agustín Gamarra, politico peruviano (Cusco, n. 1785 - Ingavi, † 1841)
- Agustín Pedro Justo, politico e generale argentino (Concepción del Uruguay, n. 1876 - Buenos Aires, † 1943)
- Agustín Farabundo Martí, politico e rivoluzionario salvadoregno (Teotepeque, n. 1893 - San Salvador, † 1932)
- Agustín Muñoz Grandes, politico e generale spagnolo (Carabanchel Bajo, n. 1896 - Madrid, † 1970)
- Agustín Rossi, politico argentino (Vera, n. 1959)
- Agustín de Iturbide, politico e militare messicano (Morelia, n. 1783 - Padilla, † 1824)

## Principi(1)
- Agustín Jerónimo de Iturbide, principe messicano (Valladolid, n. 1807 - New York, † 1866)

## Produttori cinematografici(1)
- Agustín Almodóvar, produttore cinematografico e attore spagnolo (Calzada de Calatrava, n. 1955)

## Pugili(1)
- Agustín Zaragoza, ex pugile messicano (n. 1941)

## Registi(1)
- Agustín Díaz Yanes, regista e sceneggiatore spagnolo (Madrid, n. 1950)

## Religiosi(1)
- Agustín Gormaz Velasco, religioso e vescovo cattolico spagnolo (Coruña del Conde, n. 1507 - Popayán, † 1589)

## Rugbisti a 15(4)
- Agustín Canalda, rugbista a 15 argentino (Buenos Aires, n. 1977)
- Agustín Costa Repetto, ex rugbista a 15 argentino (Buenos Aires, n. 1982)
- Agustín Creevy, rugbista a 15 argentino (La Plata, n. 1985)
- Agustín Pichot, ex rugbista a 15 e dirigente sportivo argentino (Buenos Aires, n. 1974)

## Schermidori(1)
- Agustín García, ex schermidore cubano

## Scrittori(1)
- Agustín Durán, scrittore spagnolo (Madrid, n. 1789 - † 1862)

## Scultori(1)
- Agustín Querol, scultore spagnolo (Tortosa, n. 1860 - Madrid, † 1909)

## Storici(1)
- Agustín de Zárate, storico spagnolo (Valladolid, n. 1514 - † 1560)

## Tennisti(1)
- Agustín Calleri, ex tennista argentino (Río Cuarto, n. 1976)

## Vescovi cattolici(4)
- Agustín Ayestarán Landa, vescovo cattolico spagnolo (Villafranca, n. 1738 - Cordova, † 1804)
- Agustín Rubín de Ceballos, vescovo cattolico spagnolo (Dueñas, n. 1724 - Madrid, † 1793)
- Agustín Cortés Soriano, vescovo cattolico spagnolo (Valencia, n. 1947)
- Agustín de Hinojosa y Montalvo, vescovo cattolico spagnolo (Madrid, n. 1575 - Villanueva de la Serena, † 1631)